# Aphnaeus argyrocyclus
Aphnaeus argyrocyclus är en fjärilsart som beskrevs av Holland 1890. Aphnaeus argyrocyclus ingår i släktet Aphnaeus och familjen juvelvingar. IUCN kategoriserar arten globalt som livskraftig. Inga underarter finns listade i Catalogue of Life.